# فرودگاه ویلکی
فرودگاه ویلکی (به انگلیسی: Wilkie Airport) یک فرودگاه همگانی است . این فرودگاه در کشور کانادا قرار دارد و در ارتفاع ۶۵۵ متری از سطح دریا واقع شده است.